# نادی‌کورو
نادْیْ‌کورو (به مجاری:  Nagykörű) یک منطقهٔ مسکونی در مجارستان است که در ناحیه سولنوک واقع شده‌است. نادی‌کورو ۴۲٫۸۱ کیلومتر مربع مساحت و ۱٬۵۵۷ نفر جمعیت دارد.